# Linda B. Buck

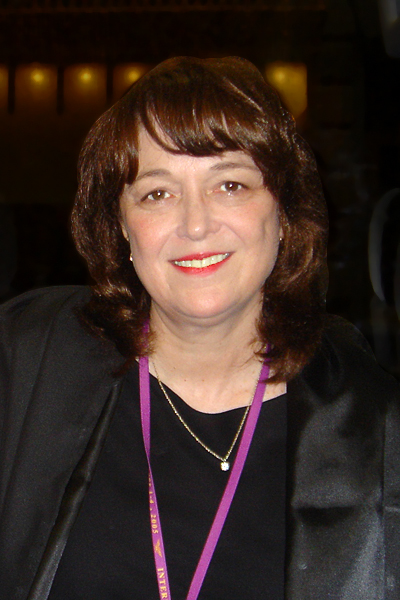
Linda B. Buck (2005)

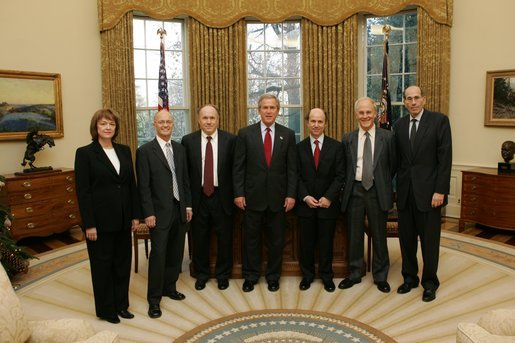
George W. Bush trifft sechs Nobelpreisträger von 2004. Linda B. Buck steht ganz links.

Linda Diane Brown Buck (* 29. Januar 1947 in Seattle, Washington) ist eine amerikanische Neurophysiologin. Für die Erforschung des Riechsystems wurde sie 2004 gemeinsam mit Richard Axel mit dem Nobelpreis für Physiologie oder Medizin ausgezeichnet.
Seit 2003 ist Buck Professorin für Physiologie an der University of Washington in Seattle. Sie ist Mitglied der Basic Sciences Division am Fred Hutchinson Cancer Research Center sowie Professorin für Physiologie und Biophysik am Howard Hughes Medical Institute. Zuvor hatte sie eine Professur an der Harvard Medical School inne.
1991 entdeckte sie gemeinsam mit Richard Axel, auf welche Weise Menschen und Tiere in der Lage sind, Tausende verschiedener Geschmacks- und Geruchsstoffe wahrzunehmen und zu differenzieren. Des Weiteren schuf sie die Grundlagen für die molekulargenetische Erforschung des Geruchssinnes. Auf diese Weise konnten Einblicke geschaffen werden, wie die Sinneswahrnehmung von Gerüchen und deren Umwandlung in Nervenimpulse und schließlich in Gefühlsantworten im Gehirn vor sich geht.
Bereits als Postdoktorandin bei Richard Axel entdeckte sie die Gene, die die Vorlagen für die Rezeptoren des Geruchssinnes enthalten.

## Werk
Die Forschung von Linda Buck beschäftigt sich mit der Frage, wie Reize an das Gehirn übertragen werden. Dabei konzentriert sie sich, gemeinsam mit Richard Axel, auf den Bereich der olfaktorischen Reize, also auf die Verarbeitung von Geruchsreizen. Sie untersucht die Entstehung und Entwicklung der Geruchsrezeptoren sowie die Verarbeitung von Geruchsreizen im Gehirn und deren Umwandlung in Reaktionen, Gedanken und Verhalten.
Die Arbeitsgruppe konnte eine Genfamilie von etwa 1000 Genen identifizieren, die mit der Geruchswahrnehmung assoziiert sind, indem sie für verschiedene Geruchsrezeptoren codieren. Alle diese Rezeptoren liegen dabei in der Riechschleimhaut und sind über Nerven direkt mit dem Bulbus olfactorius, also der Gehirnregion, die für die Wahrnehmung von Gerüchen zuständig ist, verbunden. Diese Region leitet die Eindrücke zum einen in die Großhirnrinde weiter, wo sie für Denkprozesse zur Verfügung stehen, zum anderen auch an das Limbische System, welches vor allem unbewusst Gefühle und Stimmungen beeinflusst.
Durch unabhängige Studien konnten Axel und Buck nachweisen, dass jedes Neuron nur einen Rezeptortyp ansteuert und dass in der Riechschleimhaut die gleich aufgebauten Rezeptoren nach einem zufälligen Muster verteilt sind, im Bulbus olfactorius jedoch alle in der gleichen Region wahrgenommen werden. Auf diese Weise entsteht im Hirn eine zusammengesetzte Geruchsempfindung aus verschiedenen Bereichen der Schleimhäute.
Neben diesen Arbeiten beschäftigt sich ihre Arbeit mit der Erforschung des Alterns und der genetischen Beeinflussung der Lebensspanne am Beispiel des Fadenwurms Caenorhabditis elegans.
2008 und 2010 zog Buck drei Aufsätze zurück, nachdem sie und ihre Mitarbeiter die Ergebnisse eines vormaligen Arbeitsgruppenmitglieds nicht reproduzieren konnten. Die Verleihung des Nobelpreises fußte auf anderen Arbeiten.

## Würdigung
- 1992 Sloan Research Fellowship
- 1996 Rosenstiel Award
- 1996 Unilever Science Award
- 2001 Fellow der American Association for the Advancement of Science
- 2002 Perl-UNC Neuroscience Prize
- 2003 Mitglied der National Academy of Sciences
- 2003 Gairdner Foundation International Award
- 2004 Nobelpreis für Physiologie oder Medizin
- 2008 Mitglied der American Academy of Arts and Sciences
- 2015 Auswärtiges Mitglied der Royal Society